# Miguel Castro Ruiz
Miguel Castro Ruiz (Morelia, Michoacán, 29 de septiembre de 1920-Ciudad de México, 19 de abril de 2007) fue un abogado y literato mexicano.

## Estudios y primeros años
Nació en Morelia, Michoacán el 29 de septiembre de 1920, sus padres Pastor Castro Tinoco, conocido empresario de la ciudad y Mercedes Ruiz Ramírez, sus hermanos Manuel, Rafael, Pastor, Alicia y María Concepción. 
Sus primeros años de estudio fueron con el profesor Jorge Vargas; A los 9 años de edad ingresó al Seminario Menor de Morelia, junto con su hermano mayor Manuel Castro Ruiz, quien más tarde sería arzobispo de Yucatán, donde estudia hasta sus humanidades, y declina al pensar poder servir a Dios de otras formas, 
Para los estudios profesionales entra en la Escuela Libre de Derecho de Morelia, fundada por su tío el ex Gobernador de Michoacán el Lic. Felipe de Jesús Tena, pero en 1935 con el famoso grito de Calles, cerraron la escuela, mismo año en que el Seminario de Morelia se vio en la necesidad de cerrar, trasladarse y ocultarse en algunas haciendas cercanas sobre todo en el bajío entre Michoacán y Guanajuato, con motivo de las persecuciones.
En 1937, se dirige a la Ciudad de México en esos días una capital con un crecimiento incontrolado, para estudiar la carrera de licenciado en abogacía, en la Escuela Libre de Derecho, donde fueron sus profesores Manuel Herrera y Lasso y Felipe Tena Ramírez, uno de los más grandes juristas del siglo XX en México, además de ser su primo.

## Articulista
Durante las vacaciones a partir de 1939, se reunían un grupo de jóvenes intelectuales a reflexionar guiados por el padre José Barcena un poeta clásico, quien ofrecía su casa (Templo de Capuchinas) para la noble causa, inquietud que se materializó en la revista mensual Logos los articulistas eran Miguel Castro, Porfirio Martínez Peñalosa, Manuel Ponce, Alejandro Avilés, Alejandro Ruiz Villaloz, Alfredo Maillefert, Alfonso Rubio y Rubio, María del Carmen Uribe, entre otros. En 1941, Castro Ruiz  entrevistó a Miguel Estrada Iturbide, una entrevista que hasta el día de hoy persiste como una de las más conocidas además de importantes de la vida de Estrada Iturbide, así lo cita la antología editada por la Fundación Rafael Preciado Hernández.
Fue Carlos Septién García fundador de la Revista La Nación quien lo invita a escribir en 1943, órgano del Partido Acción Nacional, junto con Alfonso Rubio y Rubio, Luis Mora Farrus, Vicente Seris, entre otros, fue Miguel el primero en entregar un artículo a Carlos Septién quien le sugirió encuestas sobre el tema de la semana, como las oportunidades de progreso con motivo de la caída de Europa «a donde va México», «que es la justicia social», etc.
Escribió de igual forma en Viñeta revista mensual desde 1944, de corte literario, donde compartía créditos con Porfirio Martínez, Alejandro Ruiz, Alfonso Rubio y Rubio,  Luis Calderón Vega, padre Francisco Alday, Concha Urquiza, Miguel Bernal Jiménez, Alejandro Avilés, Roberto Ibáñez, Jacques Leguebe, Eduardo de Ontañon, Manuel Ponce, Artemio del Valle Arizpe y Joaquín Antonio Peñalosa.
En agosto de 1945, presenta su tesis para la obtención del título de abogado, El arbitrio judicial en las leyes penales y civiles, algo que dijo siempre, nunca entendieron los legisladores, ese mismo año se traslada a la ciudad de Morelia, donde labora en el Instituto Valladolid impartiendo la cátedra de Historia, En esta institución fueron pioneros los profesores Javier Ibarrola, J. Praxedis Alfaro, Porfirio Martínez Peñalosa, el doctor Borja León Márquez, Manuel Martín del Campo, Miguel Estrada Iturbide, Rafael Morelos Zapien, Gabriel Bobadilla, Raúl Zepeda Medina, Melesio de Jesús Vargas, Luis Bravo, Eugenio Romero, Miguel Hernández, Fernando Calderón, Jorge Camacho, Felio Mirabent, Alfonso Rubio, los padres Jorge Godsseels, José Villalón Mercado y Manuel Castro Ruiz.
En 1947, su amigo Miguel Estrada Iturbide, le apoyó con la publicación de la plaqueta “Canto de Prisiones”, la cual era una forma de expresar la gratitud de la ayuda de Castro Ruiz al licenciado Estrada Iturbide, en su campaña política.
«Forma y Paisaje», fue escrita en la Ciudad de México en 1950, contiene Canto de prisiones, Poema del dolor, Poema del tiempo, Paréntesis y Poema de la vida. 
Siempre fue un lector del diario El Universal, que pertenecía a la familia Lanz Duret pero no fue hasta 1948, en que su amistad con Moisés Mendoza y Flavio Aguirre, líderes sindicales lo patrocinaron, comenzó como reportero de El Universal Gráfico, en 1951 se desempeñó como reportero de cultura, suplente del secretario de redacción y secretario de redacción.
En 1961, es colocado como subdirector del Gráfico, y en 1964 fue designado subdirector editorial lugar ocupado en anterioridad por Fernando Garza y Miguel Tomas; En 1967 ascendería a la Dirección Editorial.
El presidente y director general de la Compañía Periodística Nacional desde octubre de 1969, el Licenciado Juan Francisco Ealy Ortiz llevó al diario El Universal a ocupar el primer lugar en el Periodismo Nacional, con la renovación de tecnológica y la calidad; Castro Ruiz siguió aportando su talento periodístico, su aguda inteligencia, amplia cultura y don de gentes, en un proceso de intensa transformación que permitió convertir a este diario.
Paralelamente a su actividad periodística, el Licenciado Castro Ruiz no se desligó de la vida cultural del país, a grado tal que recibió, en 1972, la Medalla al Mérito, que otorgaba el Instituto Nacional de Cultura.
En 1984, debido a su trayectoria como editor y mentor de generaciones de periodistas, recibió el Premio Nacional de Periodismo de México de manos del presidente Miguel de la Madrid, siendo el primer moreliano en recibir dicho reconocimiento.
Se jubiló oficialmente el 1 de octubre de 1986, durante la comida anual del aniversario de El Universal, posteriormente a su jubilación se dedicó a visitar hemerotecas y a continuar nutriendo su biblioteca privada de la Ciudad de México, tiene una vasta colección literaria con temas de historia de México del siglo XIX, historia de México, historia mundial, literatura clásica y moderna, etc.
El 8 de enero de 1990 estaría de vuelta en el periódico como parte del Consejo Editorial, labor que finalmente dejaría para dedicarse por completo a la escritura desde su hogar.
Fue protagonista de sucesos importantes para la humanidad y los mexicanos, la Segunda Guerra Mundial, la Guerra Fría, descubrimiento de la bomba nuclear soviética, la lucha de la libertad de expresión, el terremoto de 1985, acontecimientos deportivos, además de conocer a los grandes protagonistas de la vida de México en la segunda mitad del siglo XX.
Murió el jueves 19 de abril de 2007, en la Ciudad de México. Sus restos fueron velados por familiares, colegas y amigos en una agencia fúnebre del sur de la ciudad. Funcionarios de El Universal, encabezados por Juan Francisco Ealy Ortiz, presentaron sus condolencias.

## Reconocimientos
- Medalla al Mérito del Instituto Nacional de Cultura en 1972, otorgado por el presidente Luis Echeverría Álvarez.
- Premio Nacional de Periodismo otorgado de forma especial en 1984, entregada por el presidente Miguel de la Madrid.[1]

"Escritor con un profundo sentido de agilidad, ligereza y colorido, considerado uno de los magnos literatos del siglo XX en México"
 Revista la Nación

"...uno de los poetas de mayor personalidad en las letras michoacanas"
El Universal

## Obras y colaboraciones
- Canto de prisiones, 1947.
- Forma y paisaje, 1950.
- Revista Logos.
- Revista Ciencia y Letras.
- Revista Villetas.
- Revista Haz de Provincias.
- Revista Vértice.
- Revista La Nación, del Partido Acción Nacional
- Periódico El Universal.
- Periódico Diario de Yucatán.